# Eustomias ignotus
Eustomias ignotus is een straalvinnige vissensoort uit de familie van Stomiidae. De wetenschappelijke naam van de soort is voor het eerst geldig gepubliceerd in 1985 door Gomon & Gibbs.